# ジェリー・ラインズドルフ
ジェリー・マイケル・ラインズドルフ（Jerry Michael Reinsdorf , 1936年2月25日 - ）は、公認会計士（CPA）、弁護士、MLB球団シカゴ・ホワイトソックスならびにNBA球団シカゴ・ブルズのオーナー。
MLBとNBAの両方で反労働組合の強硬派の代表格として知られる。NBAでは1990年代初頭以降の最も影響力のあるオーナーの一人と見られている。純資産が13億ドル（2015年）にのぼる億万長者でもある。

## 略歴
1936年2月25日、アメリカ合衆国のニューヨーク州ブルックリンで、ミシンセールスマンの息子として生まれる。ラインズドルフは、エベッツ・フィールドの陰で育った長年の野球ファンで、少年時代、ジャッキー・ロビンソンがブルックリン・ドジャースでデビューした日に立ち会い、メジャーリーグの「カラーバリア」が破れる瞬間を見ている。
1981年にMLBシカゴ・ホワイトソックスを、1984年にNBAのシカゴ・ブルズを買収した。
1984年のNBAドラフトではマイケル・ジョーダンを全体3位で獲得、チーム成績は徐々に上昇し1991年、1992年、1993年、1996年、1997年、1998年と6度NBAファイナルを制した。